# Kleiekotzer

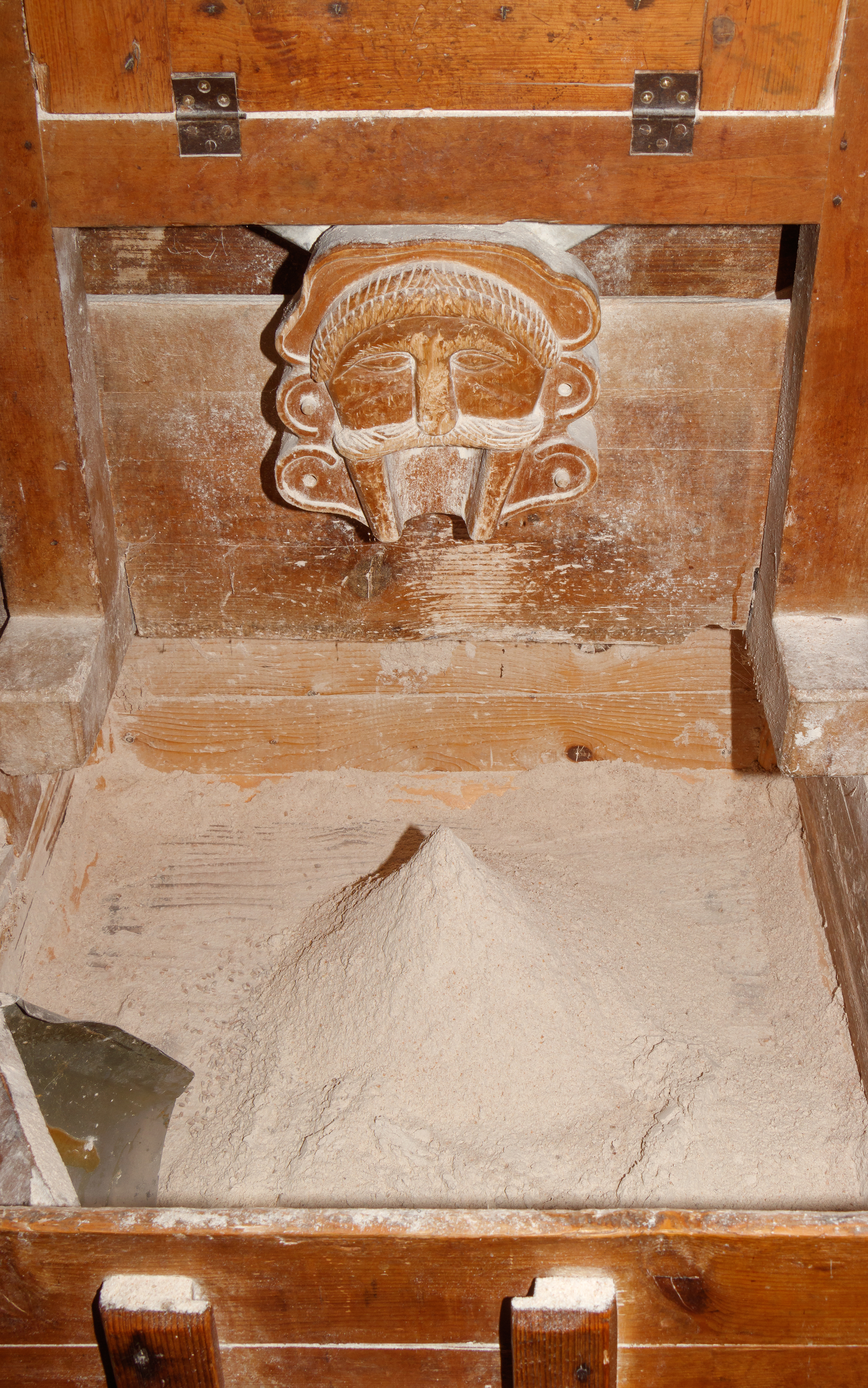
Kleiekotzer

Kleiekotzer (auch Mühlgötze, Mühlgosche oder Schreckkopf genannt) waren in alten Getreidemühlen Bestandteil des Beutelkastens. Dieser Kasten nahm das Produkt auf, das aus dem Mahlgang herunterfiel und in den Rüttelbeutel geleitet wurde. Diese einfache Siebung trennte dabei das Mehl von der Kleie, die dann aus dem holzgeschnitzten Kleiekotzer ausgeschieden wurde. Die oft kunstvoll geschnitzten, meist fratzenhaften Gesichter mit offenem Mund waren auch die Schutzgeister der Mühlen.